# Secret Weapons Over Normandy
Secret Weapons Over Normandy ist ein Videospiel für die Xbox, die PlayStation 2 und Windows. Es handelt vom Luftkrieg im Zweiten Weltkrieg.

## Inhalt
In diesem Luftkampfspiel geht es um den amerikanischen Piloten James Chase, welcher seit 1940 als Kampfpilot für die RAF fliegt, um Großbritannien im Krieg gegen die Deutschen zu unterstützen. Als hervorragendes Fliegertalent wird er in ein geheimes Luftkampfgeschwader namens „Battlehawks“ versetzt. Der Hauptgegner der Battlehaws ist die deutsche Luftwaffe, insbesondere aber das von Oberst Krieger kommandierte „Nemesisgeschwader“, welches eine Art deutsches Gegenstück zu den Battlehawks darstellt. Dieses Sonderkampfgeschwader besteht aus deutschen Elitepiloten und wird für außergewöhnliche Operationen eingesetzt (ähnlich wie das ehemals realexistierende Kampfgeschwader 200). In manchen Missionen wird Chase aber auch in den Pazifikkrieg versetzt um zusammen mit den Flying Tigers gegen das Japanische Kaiserreich zu kämpfen, welches durch Nemesis unterstützt wird. In einer weiteren Mission verschlägt es ihn nach Stalingrad, in einer anderen nach Nordafrika.
In Secret Weapons Over Normandy stehen dem Spieler viele verschiedene Flugzeuge und Flugzeugausstattungen zur Verfügung, welche jedoch teilweise nie in einem Luftkampf eingesetzt bzw. nicht an den im Spiel gezeigten Orten eingesetzt wurden. Auch finden sich im Spiel hin und wieder weitere historische Fehler.

## Fluggeräte
Britische Fluggeräte: Hawker Hurricane, Supermarine Spitfire, Fairey Swordfish, Gloster Meteor, De Havilland DH.98 Mosquito
Amerikanische Fluggeräte: P-40 Warhawk, P-38 Lightning, P-51 Mustang, Grumman F4F Wildcat, SBD Dauntless, TBD Devastator, Curtiss-Wright XP-55, Northrop XP-56, Chance-Vought Flying Pancake, B-17 Flying Fortress, C-47 Skytrain
Sowjetische Fluggeräte: Iljuschin Il-2
Deutsche Fluggeräte: Bf-109, Me-262, Fw-190, Junkers Ju 88, Me-163 Komet, Junkers Ju-87 Stuka, Dornier Do 335, *Heinkel He 111, Junkers Ju 390, Mistel, Wasserfall, V1, V2, Daimler Benz B
Japanische Fluggeräte: Zero, Nakajima B5N Kate, Aichi D3A Val
Fluggeräte aus Star Wars: X-Wing, TIE Fighter. Nachdem alle 15 Kampagnenmissionen erfolgreich abgeschlossen wurden, stehen dem Spieler diese zwei Raumjäger aus den Star-Wars-Filmen zur Auswahl. Allerdings können diese nur im Sofort-Action-Modus verwendet werden.

## Waffen
Es gibt verschiedene Sekundärwaffen mit denen das Flugzeug ausgerüstet werden kann. Hierzu gehören Bomben (klein, mittel, groß, Fritz X, Rollbomben), Torpedos, Henschel Hs 294, Kanonen, Raketen, Henschel Hs 293 und die Ruhrstahl X-4.